# Martin Palumbo
Martin Njøten Palumbo (Bergen, Noruega, 5 de marzo de 2002) es un futbolista noruego que juega de centrocampista en el US Avellino 1912 de la Serie C.

## Trayectoria
En 2011 se incorporó a la cantera del Udinese Calcio. Debutó como profesional con el club el 2 de agosto de 2020 contra el U. S. Sassuolo Calcio. Cinco días después amplió su contrato con el Udinese hasta 2025. El 27 de agosto de 2021 fue cedido a la Juventus Next Gen con opción de compra. El 12 de septiembre, debutó con la Juventus Next Gen en una derrota por 1-0 ante el Aurora Pro Patria 1919. El 16 de mayo de 2022 fue convocado por primera vez por el primer equipo para un partido en casa contra la S. S. Lazio.

## Selección nacional
Nació en Noruega, de padre italiano y madre noruega, y se trasladó a Italia a los tres años. Es titular de ambos pasaportes y ha representado a ambos países como internacional juvenil.

## Estadísticas

### Clubes
Actualizado al último partido disputado el 3 de noviembre de 2024.
| Club                       | Div.          | Temporada     | Liga  | Liga  | Copas nacionales | Copas nacionales | Copas internacionales | Copas internacionales | Total | Total |
| Club                       | Div.          | Temporada     | Part. | Goles | Part.            | Goles            | Part.                 | Goles                 | Part. | Goles |
| -------------------------- | ------------- | ------------- | ----- | ----- | ---------------- | ---------------- | --------------------- | --------------------- | ----- | ----- |
| Udinese Calcio · Italia    | 1.ª           | 2019-20       | 1     | 0     | 0                | 0                | —                     | —                     | 1     | 0     |
| Udinese Calcio · Italia    | 1.ª           | 2020-21       | 3     | 0     | 0                | 0                | —                     | —                     | 3     | 0     |
| Udinese Calcio · Italia    | Total club    | Total club    | 4     | 0     | 0                | 0                | 0                     | 0                     | 4     | 0     |
| Juventus de Turín · Italia | 1.ª           | 2021-22       | 1     | 0     | 0                | 0                | 0                     | 0                     | 1     | 0     |
| Juventus de Turín · Italia | Total club    | Total club    | 1     | 0     | 0                | 0                | 0                     | 0                     | 1     | 0     |
| Juventus Next Gen · Italia | 3.ª           | 2021-22       | 17    | 0     | 2                | 0                | —                     | —                     | 19    | 0     |
| Juventus Next Gen · Italia | 3.ª           | 2022-23       | 20    | 1     | 6                | 0                | —                     | —                     | 26    | 1     |
| Juventus Next Gen · Italia | 3.ª           | 2023-24       | 23    | 0     | 2                | 1                | —                     | —                     | 25    | 1     |
| Juventus Next Gen · Italia | 3.ª           | 2024-25       | 12    | 3     | 1                | 0                | —                     | —                     | 13    | 3     |
| Juventus Next Gen · Italia | Total club    | Total club    | 72    | 4     | 11               | 1                | 0                     | 0                     | 83    | 5     |
| Total carrera              | Total carrera | Total carrera | 77    | 4     | 11               | 1                | 0                     | 0                     | 88    | 5     |